# Baekelandplein
Het Baekelandplein in Eindhoven is een plein in Eindhoven waar raamprostitutie plaatsvindt.
Het plein bevindt zich aan het begin van de Edisonstraat nabij het Marconiplein.
Het is een klein pleintje met slechts één toegang en het kan niet met de auto worden opgereden. Het plein wordt aan drie zijden omringd door panden, vergelijkbaar met reguliere woonhuizen, waar per pand maximaal twee personen werken. In totaal heeft het plein 25 panden en biedt het ruimte aan maximaal 50 prostituees bij maximale bezetting. Het plein wordt afgesloten door een toegangspoort die tussen 02:00 uur en 08:00 uur gesloten is. Gedurende deze uren is het plein niet toegankelijk voor voetgangers en/of fietsers. Aangezien het plein kan worden afgesloten geldt het niet als openbaar gebied en kent het eigen regelgeving. Zo is het plein verboden voor mensen onder de 18 jaar en is het gebruik van foto- of videoapparatuur niet toegestaan.

## Ontstaan
Het plein is ontstaan vanuit een gemeentelijk besluit om overlast van (tippel)prostitutie tegen te gaan. Tot de opening van het plein werd raamprostitutie uitgeoefend in de aangrenzende Edisonstraat. Er waren echter geen duidelijke scheidingen tussen panden waar prostitutie werd uitgeoefend en de panden waar reguliere bewoners leefden. Gevolg was dat de Edisonstraat en omliggende straten veel verkeer van prostitutiebezoekers hadden wat de reguliere bewoners de nodige overlast gaf. Tevens werd er in de buurt van de Edisonstraat getippeld door (meestal) verslaafden. 
Eind 2003 werd door de gemeenteraad besloten om de overlast van prostitutie tegen te gaan. Prostitutie moest worden gereguleerd en de gemeente wilde overlast verminderen door zelf te bepalen waar en wanneer prostitutie werd beoefend. Er werd een speciale zone ingericht voor de verslaafde prostituees waar zij konden tippelen. Deze zone was uitsluitend toegankelijk voor geregistreerde prostituees; zij kregen een speciaal toegangspasje. Tevens werden deze prostituees intensief gevolgd en benaderd door diverse hulpinstanties met als doel de prostituees die dat wilden een uitweg te kunnen bieden.
Volgend op het besluit van de gemeenteraad werd raamprostitutie aan de Edisonstraat verboden. Er zou door o.a. de gemeente een nieuw gebied worden gevonden waar de raamprostitutie kon worden uitgeoefend zonder overlast voor omwonenden. Hiervoor werd een klein plein aan het begin van de Edisonstraat gekozen. Dit plein, toen nog Fultonhof geheten, bestond uit garages en een klein hofje. Het plein is vervolgens compleet verbouwd tot gebied waar raamprostituees hun werk konden uitoefenen en begin 2005 werd de naam veranderd in Baekelandplein.

## De beginjaren
De eerste jaren na opening van het plein verliepen moeizaam. Zowel uitbaters, prostituees als bezoekers konden niet wennen aan de nieuwe locatie. Dit is met name te wijten aan de grootte van het plein en het feit dat het enkel te voet toegankelijk is. Voor bezoekers betekent dit dat er vrijwel niet anoniem kan worden rondgelopen. Het is vrijwel onmogelijk niet gezien te worden door andere bezoekers of door prostituees. Voor sommige bezoekers vormde dit een drempel. Mede hierdoor waren de bezoekersaantallen laag met zich vertaalde in verminderde interesse van de prostituees om op het plein te werken. Voor de prostituees vormde de kamerhuur een drempel; deze kan enkel per dag worden gedaan. Het is niet mogelijk om een kamer gedurende een dagdeel of een "shift" te huren. Voor prostituees die bijvoorbeeld gewend waren om een deel van de dag te werken betekende dit dat ze een kamer de volledige dag moesten huren wat uiteraard hogere kosten betekende.

## Toezicht
Toch is het plein, ondanks deze kritieken, vandaag de dag nog open in dezelfde vorm en is iedereen aan de locatie en de daarbij horende beperkingen gewend geraakt. Daar staat tegenover dat het plein in haar huidige vorm ook voordelen voor de bezoekers en de prostituees kent. Zo is toezicht op het plein makkelijk, gezien de geringe grootte. Ook voor politie en instanties is het eenvoudig om de activiteiten te controleren. En zo de algemene veiligheid te kunnen garanderen.
De prostituees en panden worden gecontroleerd door gezondheidsinstellingen.
In 2012 heeft er een grote politieactie plaatsgevonden gericht op illegale prostitutie en mensenhandel. Het plein werd gedurende een deel van de avond volledig afgesloten en alle aanwezige prostituees, uitbaters en bezoekers zijn verhoord. Er zijn enkele personen aangehouden.

## Het plein
Het plein biedt werkgelegenheid aan maximaal 50 prostituees. Er werken uitsluitend dames van verschillende nationaliteiten. De meeste prostituees zijn afkomstig uit Afrika, Zuid-Amerika en Oost-Europa.
Elk pand biedt diegene die er werkt o.a. een huiskamer, keuken, sanitair en airco.